# Knibtang
Knibtangen er et håndværktøj, der anvendes til at klemme, skære eller trække en genstand ud. Knibtangen er en optimal løftestang, som adskiller sig fra den almindelige tang ved koncentrationen af kraft enten ved et punkt eller vinkelret på en kant. Dette gør det muligt at bringe knibtangens tænder tæt på en overflade, som det ofte kræves ved udtrækning af søm.
Knibtange bruges primært til at fjerne objekter ud af et materiale, som de tidligere er blevet anvendt på. Dette kan eksempelvis været et søm i et bræt.
Tangen er et lignende værktøj med en anden type hoved, der bruges til at klemme, snarere end at skære og trække.